# 布勒熱爾鄉
46°13′N 24°19′E / 46.217°N 24.317°E
布勒熱爾鄉（羅馬尼亞語：Comuna Blăjel, Sibiu），是羅馬尼亞的鄉份，位於該國中部，由錫比烏縣負責管轄，面積34平方公里，海拔高度428米，2007年人口2,363，人口密度每平方公里70人。